# 巴姆塞山
72°15′S 22°18′E / 72.250°S 22.300°E
巴姆塞山是南極洲的山峰，位於東部南極洲的毛德皇后地，屬於南龍達訥山脈的一部分，處於尼爾斯拉爾森山以西20公里，海拔高度2,500米，該山峰由挪威的製圖師根據空中照片繪入地圖。